# Kalacakra (Band)
Kalacakra war eine Psychedelic-Rock-Band, die um 1971 in Duisburg gegründet wurde.

## Geschichte
„Kalacakra“ – das c wird wie tsch ausgesprochen – ist tibetisch und heißt „Rad der Zeit“. So nannten sich zu Anfang der 1970er Jahre zwei Duisburger Freunde, die im Ortsteil Hochfeld zusammenwohnten und als „Kalacakra“ spielten. Für Claus Rauschenbach war es seine erste Gruppe, aber Heinz Martin hatte schon reichlich Bühnenerfahrung gesammelt. Damals betrieb er einen Laden für Musikinstrumente und indische Antiquitäten. Nach einigen Demoaufnahmen auf dem Dachboden ging man 1972 in das Studio Willy Neubauer in Düsseldorf und nahm auf einer Achtspuranlage die Stücke für eine LP auf, die noch im gleichen Jahr als Crawling to Lhasa in einer Auflage von 1000 Stück im Eigenverlag erschien. Die Musik wurde von Heinz Martin geschrieben, die Texte stammen von Claus Rauschenbach. Das Cover zeigt ein schwarzes Mandala auf weißem Grund. Damals fand die Platte kaum Beachtung. Es gab nur ganz wenige Auftritte, darunter einen als Vorgruppe von Bröselmaschine und einen als Vorgruppe von Moondog. Nach nur einem Jahr war es schon wieder vorbei mit Kalacakra.
Der Wert der Original-LP der ersten Pressung stieg im Laufe der Jahre stark an und liegt inzwischen bei etwa 1000 € im Bestzustand. Unter Sammlern und Liebhabern dieser Musikrichtung genießt die Platte Kultstatus. Inzwischen gibt es mehrere Neuausgaben davon, als Vinyl-LP und als CD, legale und illegale.
2002 ließ Heinz Martin die Gruppe im Studio wieder kurz aufleben, allerdings mit neuen Leuten, und spielte mit ihnen die CD Peace ein, die eher in Richtung Weltmusik geht und, im Vergleich zum Erstling, etwas unterging. Damit war das Kapitel Kalacakra endgültig abgeschlossen.

## Diskographie
Alben
- 1972: Crawling to Lhasa (Vinyl-LP, später auch CD; Eigenveröffentlichung, Wiederveröffentlichung bei Lost Pipedreams und Garden of Delights)
- 2002: Peace (CD; Arche Noa Records)